# Paete
Paete est une localité de la province de Laguna, aux Philippines. En 2015, elle compte 25 096 habitants.